# 서배스천 데 소자
서배스천 디수자(Sebastian de Souza, 1993년 4월 19일 ~ )는 잉글랜드의 배우이다. 《스킨스》에서 매티 레반 역으로 잘 알려져 있다.

## 출연 작품
- 플라스틱 - 라파 역
- 키즈 인 러브 - 밀로 역 (각본, 주연)
- 리커버리 로드
- 오필리아 - 에드먼드 역